# The Book of Boba Fett
The Book of Boba Fett är en amerikansk TV-serie från 2021, skapad av Jon Favreau. Serien är en del av Star Wars-franchisen och en spin-off av TV-serien The Mandalorian från 2019. Huvudrollerna spelas av Temuera Morrison (Boba Fett) och Ming-Na Wen (Fennec Shand).
Serien hade premiär den 29 december 2021 på streamingtjänsten Disney+ och består av sju avsnitt.

## Handling
Den legendariska premiejägaren Boba Fett fortsätter sin resa efter hans återintroduktion i The Mandalorian.

## Rollista (i urval)
- Temuera Morrison – Boba Fett
- Ming-Na Wen – Fennec Shand
- Pedro Pascal – Din Djarin / The Mandalorian
- Jennifer Beals – Garsa Fwip
- Stephen Root – Lortha Peel
- Corey Burton – Cad Bane